# آهنگی برای جفری
«آهنگی برای جِفری» (به انگلیسی: A Song for Jeffrey) ترانه‌ای از گروه موسیقی جترو تال و یکی از قطعه‌های آلبوم سال ۱۹۶۸ آن‌ها به‌نام این بود است.
ایان اندرسون «آهنگی برای جِفری» را به‌منظور ادای احترام به جفری هَموند نوشته‌است. هَموند بین سال‌های ۱۹۷۱ تا ۱۹۷۵ باسیست جترو تال بود اما سابقهٔ دوستی و ساز زدنش با اندرسون به سال ۱۹۶۳ و گروه دبیرستانی «بلیدز» بازمی‌گردد که در واقع جترو تال از آن‌جا شکل گرفت.
ترانه با فلوت اندرسون آغاز می‌شود که ریف بیس گلن کورنیک آن را همراهی می‌کند. سپس درامز کلایو بانکر و اسلایدهای گیتار میک آبراهامز اضافه می‌شوند و قطعه با یک فرم سایکدلیک/دلتا ادامه پیدا می‌کند.
یکی از اجراهای قابل توجه «آهنگی برای جِفری» نسخه‌ای است که جترو تال در دسامبر ۱۹۶۸ برای فیلم سیرک راک اند رول رولینگ استونز اجرا کردند. ترکیب جترو تال در این اجرا شامل اندرسون (فلوت و آواز)، گلن کورنیک (گیتار باس و سازدهنی)، کلایو بانکر (درامز) و تونی آیومی (گیتار) بود. فیلم این اجرا که در اینترتل استودیوی ومبلی ضبط شده تنها تصویریست که از همکاری آیومی با جترو تال وجود دارد. در آن زمان چون آبراهامز جترو تال را ترک کرده‌بود، اندرسون از آیومی خواست گروه را همراهی کند. به گفتهٔ اندرسون اجرا در محیط یک سیرک و میان افرادی که لباس دلقک‌ها را پوشیده بودند برای آن‌ها کمی خجالت‌آور بود و به‌همین دلیل آیومی هنگام اجرا کلاهش را روی صورتش کشید تا شناخته نشود. پارت‌های همهٔ سازها در این اجرا از قبل ضبط شده‌بودند و تنها چیزی که زمان فیلم‌برداری واقعاً زنده اجرا شد آواز یان اندرسون بود.